# Ophrys atlantica
Espèce
Ophrys atlantica est une espèce de plantes à fleurs de la famille des Orchidaceae endémique de la Tunisie.

## Liste des sous-espèces
Selon Tropicos (24 août 2014) (liste brute contenant possiblement des synonymes) :
- sous-espèce Ophrys atlantica subsp. durieui (Rchb. f.) Maire & Weiller
- sous-espèce Ophrys atlantica subsp. dyris (Maire) G. Keller
- sous-espèce Ophrys atlantica subsp. hayekii (H. Fleischm. & Soó) Soó